# Stockholmspriset i kriminologi
Stockholmspriset i kriminologi är ett årligt internationellt pris inom ämnet kriminologi, vilket instiftats 2006 under överinseende av Justitiedepartementet. Priset utgör en betydande del av Stockholm Criminology Symposium, ett årligt evenemang som äger rum under tre dagar i juni. 
Priset delas ut för framstående bedrifter inom kriminologisk forskning eller för den praktiska tillämpningen av forskningsresultat avseende brottsbekämpning och främjandet av de mänskliga rättigheterna.

## Prisets mål
Prisets mål är att främja
- utökad kunskap gällande brottsorsaker på individuell och strukturell nivå
- effektivare och humanare offentlig politik avseende behandlingen av brottslingar
- utökad kunskap om alternativa brottsförebyggande åtgärder, både inom rättsväsendet och det civila samhället
- praxis för att hjälpa brottsoffer
- förbättrade metoder för att på ett globalt plan minska myndighetsmissbruk inom rättsväsendet.[1]

## Om priset
Stockholmspriset i kriminologi delades för första gången ut i juni 2006. Ceremonin äger rum i Stockholms stadshus. Prissumman uppgår till 1 miljon kronor som tilldelas en pristagare årligen men kan även delas av flera pristagare samtidigt. Varje år inbjuder den oberoende stockholmsprisjuryn organisationer från hela världen att nominera kandidater till priset. Juryn består av medlemmar från fem kontinenter som representeras av både utövare och akademiker inom fältet. Stockholmspriset i kriminologi utdelas av Stiftelsen för Stockholmspriset i kriminologi i samarbete med Stockholms universitet och Brottsförebyggande rådet. 
Ordförande i juryn är Jerzy Sarnecki och Lawrence Sherman.

### Prisvinnare
Stockholmspriset i kriminologi utdelades första gången år 2006.
- 2006 – John Braithwaite (Australien)
- 2006 – Friedrich Lösel (Tyskland)
- 2007 – Alfred Blumstein (USA)
- 2007 – Terrie E. Moffitt (USA)
- 2008 – David Olds (USA)
- 2008 – Jonathan Shepherd (Storbritannien)
- 2009 – John Hagan (USA)
- 2009 – Eugenio Raúl Zaffaroni (Argentina)
- 2010 – David Weisburd (Israel/USA)
- 2011 – John H. Laub (USA)
- 2011 – Robert J. Sampson (USA)
- 2012 – Jan van Dijk (Nederländerna)
- 2013 – David Farrington (Storbritannien)
- 2014 – Daniel S. Nagin (USA)
- 2014 – Joan Petersilia (USA)
- 2015 – Ronald V. Clarke (Storbritannien/USA)
- 2015 – Patricia Mayhew (Storbritannien)
- 2016 – Travis Hirschi (USA)
- 2016 – Cathy Spatz Widom (USA)
- 2016 – Per-Olof Wikström (Sverige/Storbritannien)
- 2017 – Richard E. Tremblay (Kanada/Frakrike/Irland)
- 2018 – Herman Goldstein (USA)
- 2019 – Ruth Dreifuss (Schweiz)
- 2019 – Peter Reuter (USA)
- 2020 – Philip Cook (USA)
- 2020 – Franklin Zimring (USA)
- 2021 – Elijah Anderson (USA)
- 2022 – Peggy Giordano (USA)
- 2022 – Francis T. Cullen (USA)
- 2023 – Beatriz Magaloni (Mexiko/USA)
- 2024 – Gary LaFree (USA)
- 2024 – Tom R. Tyler (USA)
- 2025 – Frances Crook (Storbritannien)
- 2025 – Bryan Stevenson (USA)

## Stiftelsen för Stockholmspriset i kriminologi
Inledningsvis finansierades Stockholmspriset i kriminologi genom årliga privata donationer. I takt med att priset rönte allt större uppmärksamhet och erkännande, och för att säkra dess långsiktiga framtid, beslutade Justitiedepartementet att tillsammans med Torsten Söderbergs stiftelse grunda en permanent, oberoende stiftelse: Stiftelsen för Stockholmspriset i kriminologi. 
Ett större statligt bidrag godkändes av Sveriges riksdag i december 2011. Samtidigt beslutade Torsten Söderbergs stiftelse, med stöd av Ragnar Söderbergs stiftelse, att donera motsvarande belopp, vilket senare kompletterats med ytterligare en donation till stiftelsen. Den 11 maj 2012 undertecknades stiftelseurkunden för den nya Stiftelsen för Stockholmspriset i kriminologi.